# Приходько Валентина Семенівна
Валентина Семенівна Приходько (14 травня 1926, с. Буди, Харківська округа, УРСР, СРСР — 22 жовтня 2012, Харків, Україна) — провідний український педіатр, доктор медичних наук, професор, академік Академії наук вищої школи України, завідувачка кафедри педіатрії Харківського медичного університету (1972—2002).

## Життєпис
Народилася 14 травня 1926 року в селищі Буди Харківської області в сім'ї робітників. У 1953 році закінчила Харківський медичний інститут (ХМІ).
Наукову діяльність, пов'язану із дослідженнями дитячих хвороб, розпочала ще в студентські роки. Її формування як лікаря проходило в клініці кафедри дитячих хвороб лікувального факультету (1953—1965). Вона пройшла шлях клінічного ординатора, асистента, доцента кафедри, захистила дисертації: кандидатську «Стан вищої нервової діяльності в дітей, хворих на ревматизм» (1956) та докторську «Клініка хронічного декомпенсованого тонзиліту і його відмінність від ревматизму в дітей» (1966). З вересня 1956 працює асистентом кафедри дитячих хвороб ХМІ, з 1962 по 1965 роки — доцент тієї ж кафедри. З 1972 по 2002 рік вона очолює кафедру госпітальної педіатрії ХМІ (кафедра педіатрії № 1 і неонатології ХНМУ). За роки керівництва кафедрою стала провідним педіатром країни.
Валентина Семенівна пішла з життя 22 жовтня 2012 року.

## Наукова та педагогічна робота
Всі роки діяльності В. С. Приходько були присвячені науково-педагогічній роботі, а також боротьбі за збереження здоров'я і життя дітей.
Велика увага приділялась удосконаленню науково-методичної роботи. З 1968 року була членом методичної комісії з педіатрії МОЗ СРСР, головою методичної комісії з педіатрії ХМІ. Вона — співавтор першої програми для підготовки лікарів в інтернатурі з педіатрії — нового методу первинної спеціалізації, який впроваджувався в СРСР у 1967—1970 роках. Також очолювала комісію з педіатрії з первинної апробації навчання в інтернатурі та доцільності введення її в навчальних закладах усієї країни.
У 1978 році за дорученням МОЗ СРСР колектив співробітників кафедр педіатрії ХМІ на чолі з Валентиною Семенівною Приходько вперше в країні розробив «Модель підготовки лікаря-педіатра».
Протягом більш ніж 25 років під керівництвом вченої досліджувалась проблема діагностики та лікування гострих бронхолегеневих захворювань у дітей раннього віку, що посідали перше місце серед дитячої смертності. Вперше впроваджено метод черезстравохідного електрофізіологічного дослідження, добового моніторування, які дозволили діагностувати порушення ритму і провідності серця у дітей. Наукові розробки колективу кафедри були завершені виданням методичних рекомендацій на республіканському рівні, використання яких у практиці дозволило досягти значних успіхів у лікуванні цих захворювань. Головним науковим напрямком кафедри госпітальної педіатрії ХМІ", який експонували на ВДНГ СРСР стало «Рішення державної програми боротьби з гострою бронхо-пневмонією у дітей» (1987 рік). Також ці результати наукових досліджень були нагороджені бронзовою медаллю.
Протягом 30 років (1971—2002) Валентина Семенівна очолювала Харківське обласне товариство дитячих лікарів. Входила до редколегії журналів «Педіатрія, акушерство та гінекологія» та «Перинатологія та педіатрія».
З 1971 по 2010 р. очолювала Харківське товариство педіатрів, неодноразово обиралася членом правління Всесоюзного й Українського республіканського товариств дитячих лікарів. У 1988 р. була обрана членом Всесоюзного правління фонду «Милосердя й здоров'я», а в лютому 1989 р. — Президентом Харківського обласного фонду «Милосердя й здоров'я».
Валентина Семенівна Приходько є автором більш ніж 440 робіт, співавтором 3 підручників, 6 монографій, 6 посібників. Наукові розробки захищені шістьма авторськими свідоцтвами й 3 патентами. Під керівництвом професорки виконано й захищено 8 докторських та 39 кандидатських дисертацій.
У 1966 році присуджений науковий ступінь доктора медичних наук, а в 1967 році присвоєно вчене звання професора. В 1993 році обрана академік Академії наук вищої школи України У 2005 році здобула звання «Харків'янин 2005 року».

## Нагороди та відзнаки
- Значок «Відміннику охорони здоров'я» (1968)
- Медаль «За доблесну працю» (1970)
- Орден Трудового Червоного Прапора (1971)
- почесне звання Заслужений діяч науки і техніки УРСР (1991)
- Почесна грамота Міністерства охорони здоров'я України (2005)
- почесний диплом загальноукраїнського видання «Славетні жінки. Україна. Рік 2005»
- звання «Харків'янин 2005 року»
- диплом та медаль «Leading Health Professional of the World» Міжнародного бібліографічного товариства (2008)[2].